# San Pietro in Cariano
San Pietro in Cariano är en ort och kommun i provinsen Verona i regionen Veneto i Italien. Kommunen hade 12 936 invånare (2018).